# Plommontomat
Plommontomat är en plommonformad varietet av tomat. Plommontomater har en diameter på ungefär 4 cm. De är ofta klarröda och har ett fastare kött och ett tjockare skal än andra tomatsorter. Plommontomaten är vanlig som burktomat.